# Minton's Playhouse
Pour les articles homonymes, voir Minton.
Le Minton’s Playhouse est un club de jazz situé au rez-de-chaussée de l'Hotel Cecil au 210 West 118th Street dans le quartier de Harlem. Il fut ouvert en 1938 par le saxophoniste ténor Henry Minton. C'est ici que s'est développé le jazz moderne, connu aussi sous le nom de bebop, grâce aux jam sessions de Thelonious Monk, Kenny Clarke, Charlie Christian, Charlie Parker et Dizzy Gillespie, dans les années 1940. Le club entra dans une phase de déclin à la fin des années 1960 avant de fermer en 1974.
Il a rouvert ses portes en 2006 sous le nom de Uptown Lounge at Minton’s Playhouse après trente-deux ans de fermeture,.

## Les débuts du club
Le premier propriétaire du club, Henry Minton, était bien connu à Harlem pour avoir été le premier délégué syndical noir à l'American Federation of Musicians Local 802. Il fut également le directeur du fameux Rhythm Club, situé lui aussi à Harlem au début des années 1930, un club fréquenté par Louis Armstrong, Fats Waller, James P. Johnson et Earl Hines. Minton parvint à faire de son club un endroit apprécié des plus grands musiciens de New York.
Minton institua la tenue régulière de jam sessions dans son club, qui montrèrent plus tard leur rôle prépondérant dans le développement du bebop. Grâce à ses relations, Minton pouvait protéger les musiciens des amendes qu'ils auraient dû payer pour leur participation à des jam sessions, une activité qui était interdite par le syndicat. Dizzy Gillespie raconte que des délégués syndicaux se rendaient alors de clubs en clubs pour prendre sur le fait les musiciens qui participaient à des jam sessions, et leur faire payer des amendes "de cent à cinq-cents dollars", mais qu'ils étaient "pour ainsi dire immunisés au Minton's grâce à Henry Minton". Selon l'écrivain Ralph Ellison, le Minton's Playhouse assurait "un refuge, une communauté homogène, où cette collectivité aux expériences communes y trouvait continuité et lieu d'expression".

## Les années 1940

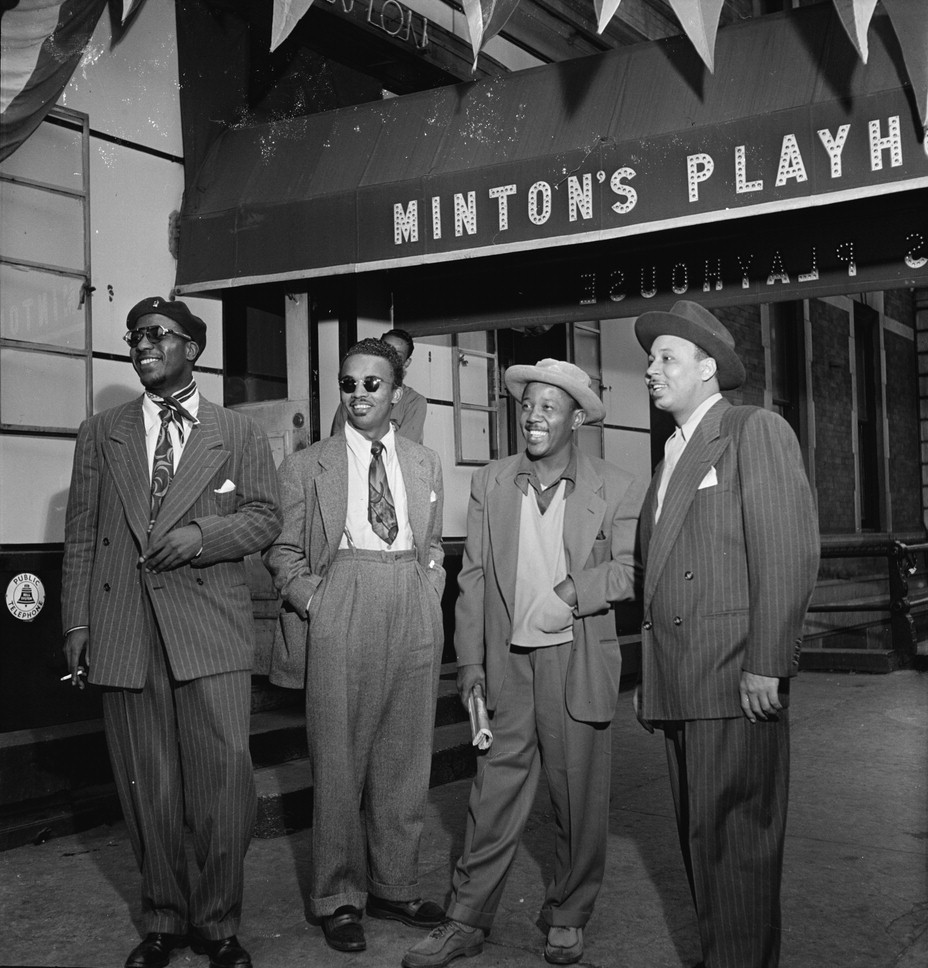
De gauche à droite, Thelonious Monk, Howard McGhee, Roy Eldridge et Teddy Hill devant le Minton's Playhouse, New York (1947)

À la fin des années 1940, Minton engagea le chef d'orchestre Teddy Hill pour diriger le club. Poursuivant la même politique que celle de Minton, Teddy Hill utilise ses contacts du Savoy Ballroom (où son orchestre se produisait) et de l'Apollo Theater, pour faire connaître le club. Teddy Hill constitue un quartet-maison avec Thelonious Monk au piano, Joe Guy à la trompette, Nick Fenton à la contrebasse, et Kenny Clarke à la batterie. Joe Guy et Kenny Clarke faisaient partie du groupe de Teddy Hill avant qu'ils ne se sépare en 1939,. Selon Clarke, "Teddy Hill voulait faire des choses pour ceux qui travaillaient avec lui", en leur procurant du travail pendant les périodes difficiles. Le quartet du Minton's en 1941, avec comme invités habituels Dizzy Gillespie et Charlie Christian, aura un rôle prépondérant dans l'émergence du bebop au début des années 1940. Plus tard, le saxophoniste ténor Kermit Scott rejoindra l'orchestre du Minton's Playhouse.

## Monday Celebrity Nights
Une particularité du Minton's Playhouse sous la direction de Teddy Hill fut la tenue des célèbres Monday Celebrity Nights parrainées par Schiffman, le propriétaire de l'Apollo Theater. Schiffman offrant souvent aux musiciens les repas et les boissons, la table du Minton's devint presque aussi populaire que sa musique. 

« Les lundis soirs, on faisait la fête. Tous les musiciens de l'Apollo le lundi soir étaient invités au Minton's, toute la bande. On faisait un vrai bœuf. Le lundi soir c'était le grand soir, la soirée des musiciens. Il y avait toujours quelque chose à manger, c'était formidable. Teddy Hill savait traiter ses gars. »

— Dizzy Gillespie, interviewé par Al Fraser en 1979.

## Duos et duels
Lors des Monday Celebrity Nights, beaucoup de grands musiciens tels que Roy Eldridge, Hot Lips Page, Ben Webster, Don Byas et Lester Young venaient participer. Les duels de trompette entre Roy Eldridge et Dizzy Gillespie devinrent légendaires, Dizzy dépassant parfois son maître. Interviewé par Al Fraser, Dizzy Gillespie raconte comment, un soir, Thelonious Monk taquina Eldridge après son duel avec lui : « Tu vois, tu étais censé être le meilleur trompettiste du monde... Mais c'est lui [Dizzy] le meilleur ». Même si Eldridge était un musicien bien établi dans le milieu du swing, il était très présent au Minton's, et il contribua par ses encouragements à pousser Gillespie et Clarke vers de nouvelles pistes.

Eldridge et les autres maîtres du swing qui participaient aux cutting sessions (en) du Minton's jouèrent un rôle important dans l'évolution du swing vers le bebop en inspirant la génération suivante de musiciens. Le jeune Sonny Stitt fut témoin des grandes joutes musicales entre saxophonistes célèbres au début des années 1940 : 

« Est-ce que vous imaginez une jam session avec Lester Young, Coleman Hawkins, Chu Berry, Don Byas, et Ben Webster sur la même scène ? C'était au Minton's Playhouse à New-York. C'est terminé maintenant. Il n'y en a plus des comme ça. Et devinez qui remportait ces batailles ? ... Don Byas à chaque fois. »

— Sonny Stitt
Herman Pritchard, qui tenait le bar du Minton's « à l'ancienne époque », se souvient que Ben Webster et Don Byas « se battaient comme des chiens avec leurs saxophones ». Ralph Ellison pense que ce qui se produisait au Minton's de 1941 à 1942 était « un symposium permanent du jazz, une addition de tous les styles personnels et traditionnels du jazz. »

## Charlie Christian et l'orchestre du Minton's
Le jeune Charlie Christian, l'un des pionniers de ce nouveau style qui allait devenir le bebop, était le guitariste de l'orchestre de Benny Goodman. Il jouait tous les soirs au Minton's et en était devenu une vedette. Âgé de 25 ans en 1941, il meurt d'une tuberculose le 2 mars 1942. Des enregistrements réalisés en 1941 par Jerry Newman, étudiant de l'Université Columbia, montrent que le jeu de Charlie Christian était novateur : 

« Son travail ici me paraît fondamentalement créatif, et il marque d'une certaine manière un nouveau départ stylistique. En fait, il marque la naissance d'un nouveau langage dans le jazz que même Charlie Parker n'avait jamais poussé aussi loin à cette même époque. »

— Gunter Schuller

## Bird et Dizzy
Peu de temps après le décès de Charlie Christian, Charlie Parker commença à apparaître comme le nouveau leader du mouvement bebop. Au Minton's Playhouse, les séances de Charlie Parker avec Dizzy Gillespie, Thelonious Monk et Kenny Clarke continuaient à développer les idées découvertes par Charlie Christian. Avant 1942, Parker avait passé plus de temps au Clark Monroe's Uptown House, un autre club de jazz de Harlem connu pour ses jam sessions qui finissaient à l'aube, qu'au Minton's Playhouse. Après avoir quitté l'orchestre de Jay McShann fin 1941, Parker est engagé en 1942 dans celui de Earl Hines où il retrouve Dizzy Gillespie, qu'il avait rencontré quelque temps auparavant. C'est à partir de ce moment-là que Parker "Bird" fait du Milton's son quartier général : 

« Les lundis soirs au Minton's, Bird et Dizzy faisaient le bœuf. Il devait y avoir un millier de musiciens dehors, qui essayent de rentrer pour écouter et pour jouer avec Bird et Dizzy. Mais la plupart des musiciens qui savaient n'espéraient même pas jouer quand Bird et Dizzy étaient ensemble. On ne faisait que s'asseoir dans le public, à écouter et à apprendre. »

— Miles Davis
Parker ne fut jamais officiellement membre de l'orchestre du Milton's pendant cette époque, mais convaincus de son apport au mouvement bebop, Clarke et Monk demandèrent à Teddy Hill de l'intégrer à l'orchestre. Devant son refus, ils décidèrent alors de payer Parker avec leurs propres cachets.

Après l'arrivée de Parker sur la scène de Harlem, vint une nouvelle génération de musiciens. Miles Davis, Fats Navarro, Dexter Gordon, Art Blakey, Max Roach, et de nombreux autres furent attirés par le Minton's Playhouse. Miles Davis "se fit les dents" aux jam sessions du Minton's : 

« La technique était d'arriver au Minton's avec sa trompette, en espérant que Bird et Dizzy vous invitent à monter sur scène. Et si ça arrivait, il valait mieux ne pas vous louper... Il fallait chercher les indices chez Bird et Dizzy, s'ils souriaient quand vous aviez fini de jouer, c'est que vous aviez été bon. »

— Miles Davis

## Pouvoir jouer au Minton's
Le Minton's Playhouse était devenu si populaire à cette époque que l'orchestre finit par mettre au point des techniques pour repérer les musiciens qui ne pouvaient pas y jouer. D'après le contrebassiste Milt Hinton, Gillespie demandait à l'orchestre de jouer des standards, comme I Got Rhythm de Gershwin, sur des tonalités tellement difficiles qu'elles étaient censées décourager les débutants de l'embauche. 

« Pour jouer au Minton's, il ne suffisait pas d'entrer et de se mettre à la contrebasse. Ils vous amenaient dans une arrière salle ou en cuisine, et ils vous demandaient des airs. Ils me l'ont fait à moi aussi. Ils me demandaient : "Vous pouvez jouer Perdido ? Vous pouvez jouer Body and Soul ? »

— Charles Mingus

## La fin d'une époque
ât partir des années 1950, les jam sessions laissent la place à des spectacles de grands noms du jazz. À la fin des années 1960, les orchestres de jazz sont passés de mode. Amiri Baraka, pseudonyme de l'écrivain américain LeRoi Jones, écrit en 1967 dans son livre Black Music : "Les groupes qui viennent jouer au Minton's ne sont que des répliques qui cherchent à imiter ce qui fut à la pointe de l'expérience vingt-cinq ans auparavant.". Bien qu'il existât depuis plus de trente ans, le Minton's Playouse restait associé aux années 1940 et à ses jam sessions qui avaient donné naissance au bebop.
Le club ferme définitivement ses portes en 1974. Plusieurs tentatives de relances échouent jusqu'en 2006, lorsque le club rouvre sous la direction d'Earl Spain.